# بگونیا (تیره)

Begoniaceae Distribution Map

بگونیا (تیره) (نام علمی: Begoniaceae) نام یک تیره از راسته کدوسانان است. سرده اصلی آن بگونیا است.این تیره شامل دو جنس و حدود 1825 گونه است.

## آناتومی
گیاهانی علفی،درختچه ای و درختی، ساقه گوشتی ، برگ ها غالبا اوریب و نامتقارن (انتهای پنهک به هم نمیرسند)،گل آذین گرزن،گل های نر 4 گلپوش به صورت 2+2 (متقابل به هم) و در برخی موارد 5+5، تعداد پرچم ها 4 تا متعدد،گل های ماده 5 گلپوش با 3 یا 2 برچه به هم پیوسته، میوه سته میباشد.